# Friedrich Schlemm
Friedrich Schlemm (ur. 11 grudnia 1795 w Salzgitter, zm. 27 maja 1858 w Berlinie) – niemiecki lekarz, anatom. 
Ponieważ jego rodziny nie było stać na zapewnienie mu studiów medycznych, początkowo uczył się na cyrulika w Brunszwiku. Mógł jednak dzięki temu uczęszczać na zajęcia z anatomii i chirurgii w tamtejszym Instytucie Anatomiczno-Chirurgicznym. W 1821 roku otrzymał tytuł doktora nauk medycznych na Uniwersytecie w Berlinie. W 1823 roku został prosektorem. W roku 1829 został profesorem nadzwyczajnym, a w 1833 profesorem zwyczajnym.
Niedawno odkryto w archiwach źródła z których wynika, że Schlemm 15 czerwca 1816 roku razem z kolegą ze studiów Friedrichem zum Berge wykradli z cmentarza zwłoki 28-letniej kobiety, by zbadać zmiany krzywicze w jej kośćcu. Zostali złapani i skazani na cztery tygodnie więzienia. Schlemm opuścił Brunszwik i wyjechał do Berlina, gdzie znalazł pracę jako niski rangą chirurg wojskowy. Profesor Karl Asmund Rudolphi, dyrektor anatomii w Berlinie w tym czasie, dostrzegł jego zdolności manualne i wspierał dalszą karierę anatomiczną. 

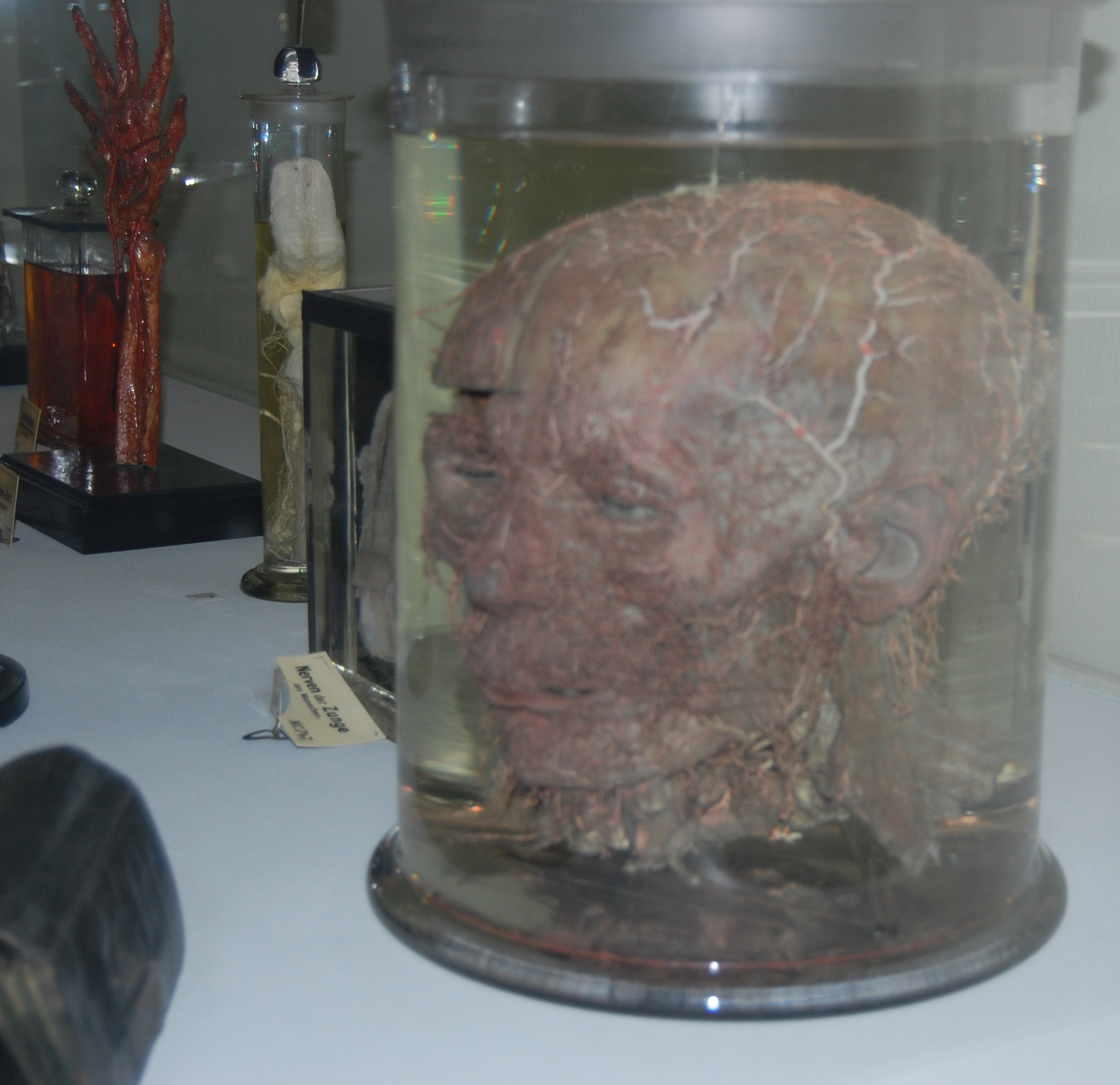
Spreparowana czaszka z precyzyjnie widocznymi arteriami. Była opracowana przez kilka lat przez Schlemma. Jest pokazywana w budynku Waldeyer-Haus

Schlemm jako pierwszy opisał nerwy rogówki oka, a także kanał odprowadzający ciecz wodnistą oka z komory przedniej gałki ocznej, znany jako kanał Schlemma.